# アフラシヤブ (サマルカンド)
アフラシヤブ (ラテン文字:Afrasiyab, Afrasiab、ウズベク語: Afrosiyob / Афросиёб) はウズベキスタン・サマルカンドの北部にある遺跡である。アフラシヤブは紀元前500年から紀元後1220年まで存在していた。現代ではビービー・ハーヌム・モスク付近の丘陵地に位置する。 「アフラシャブ」や「アフラシアブ」と表記されることもある。

## 概要
アフラシヤブは古代から中世にかけて都市として存在した、サマルカンド周辺地域における最古の遺跡である。防衛上の理由からアフラシヤブは丘の上に建設されており、南は渓谷に、北は現在のサマルカンドの一部である肥沃な土地に囲まれていた。
アフラシヤブは紀元前7～6世紀に人が住みだしたとされ、ソグディアナ文化の中心地となっていた。
「カラーイェ・アフラーシヤーブ (Qal’a-ye Afrasiyab、アフラシヤブの城) は17世紀の終わりに記された資料に見られる。アフラシヤブの名前はシャー・ナーメに登場するトゥーラーンの英雄アフラースィヤーブと関連があると一般的に考えられている。学者はアフラシヤブをタジク語で北の境界に位置する黒い河の対岸を意味するパルシャーブ (Parsīāb、ソグディアナ語: Paršvāb) が変形したものであると考えており、アフラー (Afrā) はペルシア語で対岸を意味するファラー (Farā) の詩における形としている。シャーブ (シャーハーブ - Sīāhābもしくはシャーブ - Sīāb) は黒を意味するシャー (sīāh) と文脈により水、川、海を意味するアーブ (Āb) が合わさったものと考えられている。
アフラシヤブ地域は約220haに渡っており、アフラシヤブの遺構の深さは約8–12mである。アフラシヤブの考古学的な調査は19世紀の終わりに行われた。1920年代に、考古学者のミハイル・マッソンにより引き続き調査が行われた。彼の考古学研究によりサーマーン朝の宮殿はかつてアフラシヤブに存在したことが明らかになった。1960～70年代には再び調査が行われた。
アフラシヤブの考古遺跡ではアフラシヤブ壁画と呼ばれる壁画も発見されている。

## ギャラリー

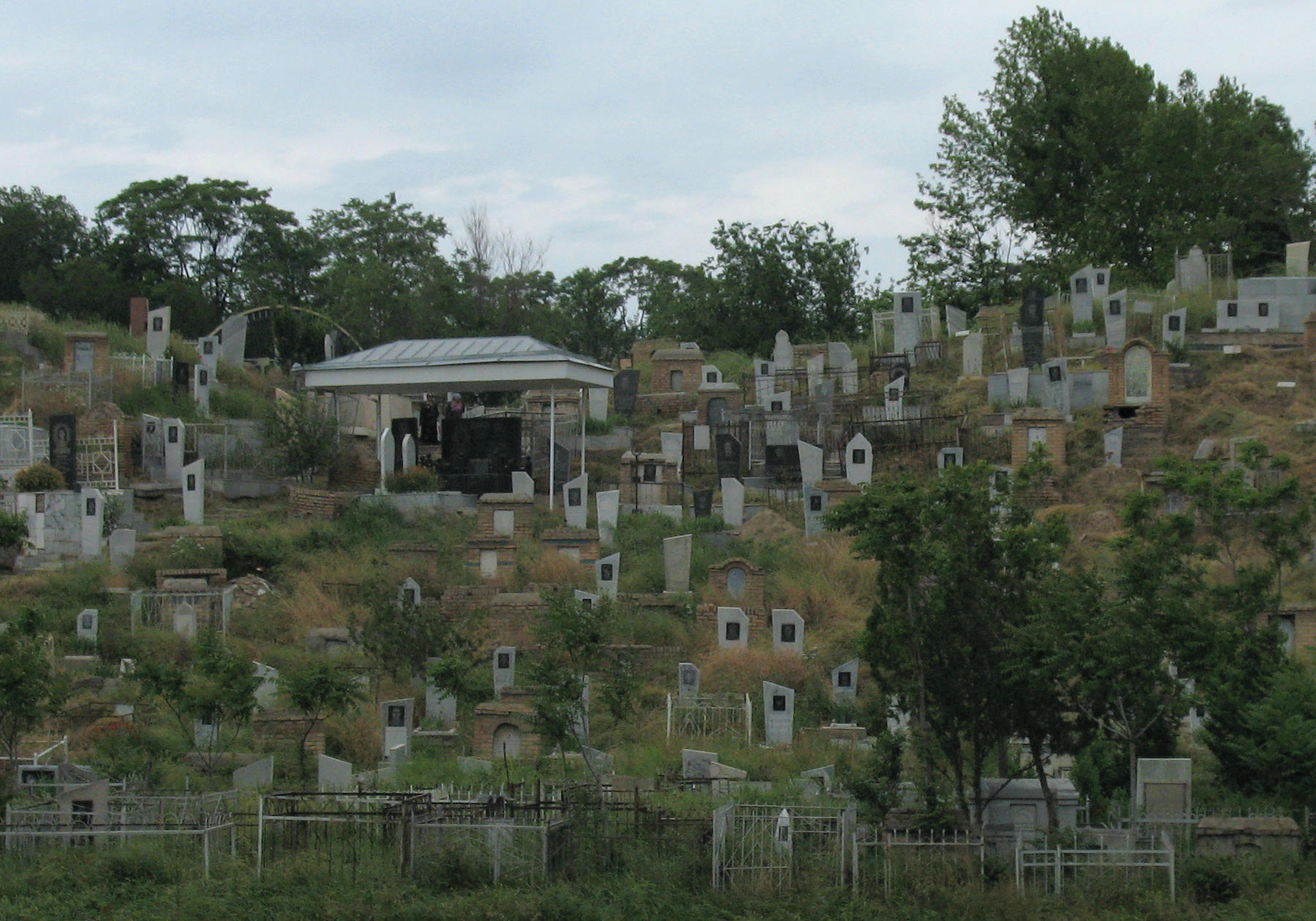
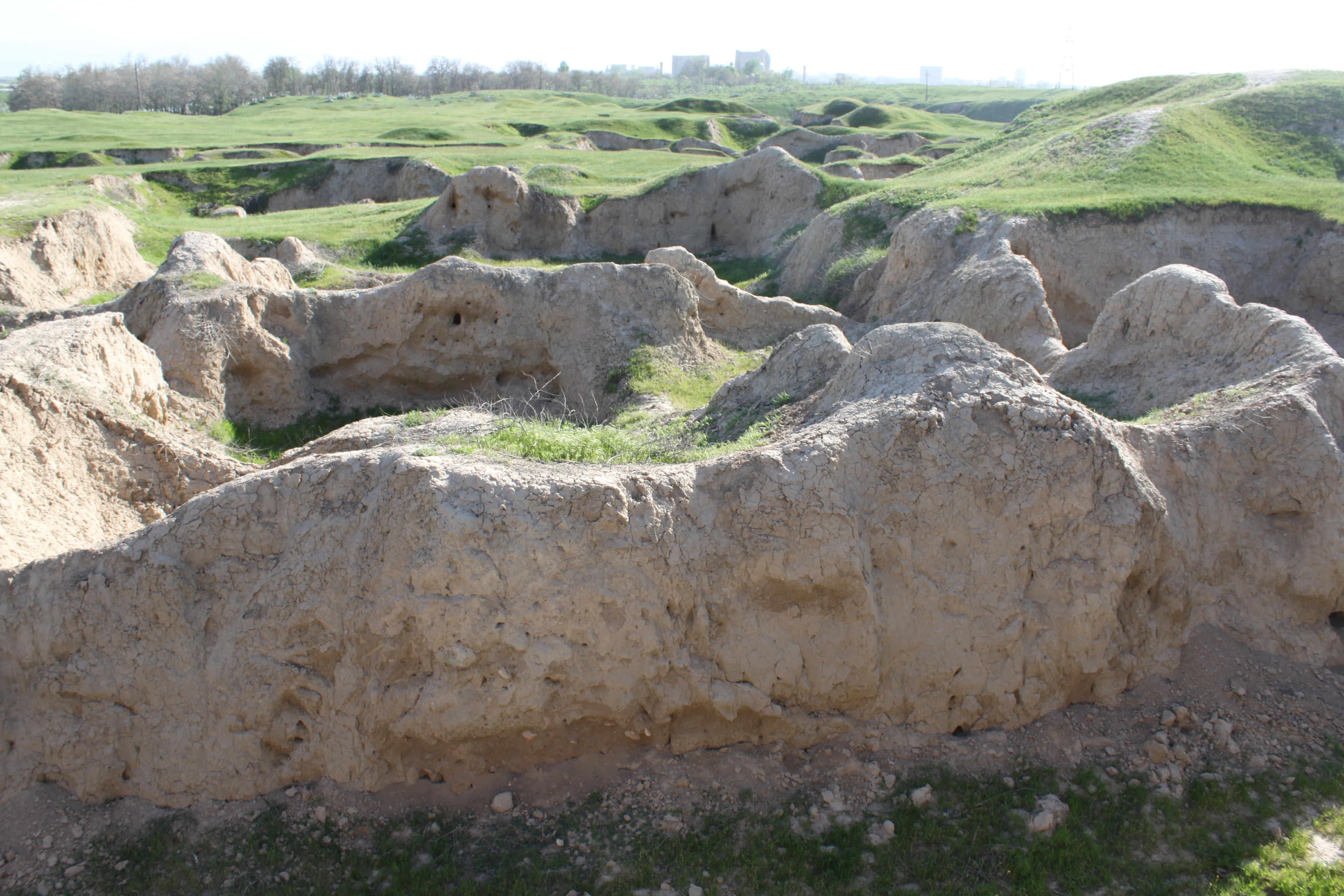
アフラシヤブの遺構
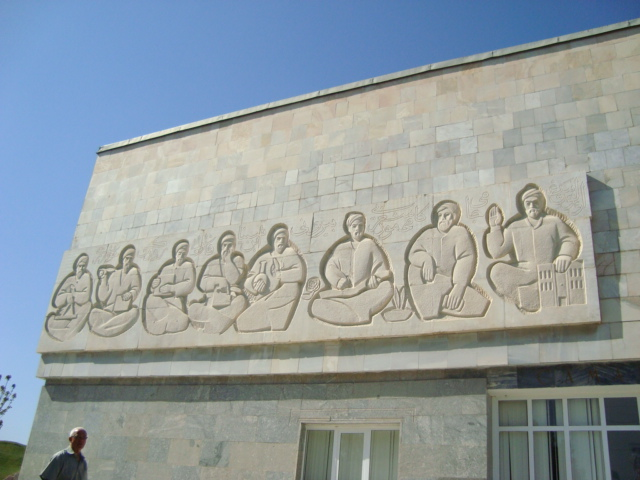
付近にあるアフラシヤブ博物館